# Red Hat Linux
Red Hat Linux е известна ГНУ/Линукс дистрибуция, произлизаща от компанията Red Hat (NYSE: RHT). Попада в категорията дистрибуции на „средна възраст“ („middle-aged“), тъй като е по-нова от Slackware, но по-стара от Ubuntu.
Първата стабилна версия на Red Hat Linux излиза на през май 1995 и носи кодовото име „Ден на майката“ („Mother's Day“). Четири месеца по-късно (20 септември 1995) излиза версия 2.0, първата ГНУ/Linux дистрибуция, която използва пакетната система RPM. Във времето служи за основа на други дистрибуции като Mandriva Linux и Yellow Dog Linux.
Проектите Fedora и Red Hat Linux се сливат на 22 септември 2003.
Последната версия на Red Hat Linux e пусната през 2003 г. През 2004 г. Red Hat официално прекратява поддръжката на Red Hat Linux. Потребителите могат да мигрират или към търговската версия Red Hat Enterprise Linux, или към безплатната Fedora. След края на официалната поддръжка проектът Fedora Legacy пуска неофициални актуализации за Red Hat Linux за известно време, докато самата Fedora Legacy не е закрита през февруари 2007 г.

## Особености
Версия 3.0.3 е една от първите Linux дистрибуции, поддържащи ELF (Executable and Linkable Format) вместо по-стария a.out формат.
При RHL 6.0.50 (бета версия) своя дебют прави графичната среда за инсталиране Anaconda, предназначена да бъде лесно усвоима дори от начинаещите в Linux. От своя дебют Anaconda се въвежда и при някои други популярни дистрибуции като Fedora и CentOS.

## Версии
Започвайки с версия Picasso, Red Hat налага по-стриктно наименоване на версиите. Като връзката между текущото (n) издание и предишното (n-1) не следва същия шаблон като текущата версия (n) и по предишната (n-2).

| Версия (Кодово име)                                                                                       | Ядро         | Дата на издаване  | Описание |
| --- | ------------ | ----------------- | --- |
| 1.0 (Mother's Day)                                                                                        | 1.2.8        | май 1995          | Първата официална версия. Датата на издаване не съвпада с „Деня на майката“ (13 май 1995), но тъй като това е най-близкия празник, получава това име. |
| 2.0 (-)                                                                                                   | 1.2.13 – 2   | 20 септември 1995 | Първата стабилна версия, ползваща RPM. |
| 3.0.3 (Picasso)                                                                                           | 1.2.13       | 1 май 1996        | Първата версия с едновременна поддръжка на повече от една архитектура (x86, Digital Alpha platform). Както и първата версия включваща Metro-X server, графична среда наройка на пртинтер и glint (Graphical Linux Installation Tool) за работа с RPM.                                                                         |
| 4.0 (Colgate)                                                                                             | 2.0.18       | 3 октомври 1996   | Добавя се поддръжка за SPARC архитектура, а Alpha архитектурата започва да ползва ELF файлове. Първата версия включваща документацията относно дистрибуцията в електронен формат и базирания на Spyglass браузър – „Red Baron“. За първи път се ползва вече емблементичното Shadowman™ лого.                                  |
| 4.2 (Biltmore)                                                                                            | 2.0.30 – 2   | 5 май 1997        | Получава множество критики поради решението да се ползва libc 5.3 вместо по-новата версия 5.4. Това решение впоследствие бива оправдано от множеството бъгове и нестабилността на дистрибуции с libc 5.4. Последната версия с „Red Baron“ браузър.                                                                            |
| 5.0 (Hurricane)                                                                                           | 2.0.32 – 2   | 1 декември 1997   | Добавя BRU2000-PE™ за създаване на резервни копия и Real Audio™ клиент и сървър. Печели наградата на InfoWorld за продукт на годината. |
| 5.1 (Manhattan)                                                                                           | 2.0.34 – 0.6 | 22 май 1998       | Дебютира с „Linux Applications CD“, компакт диск с главно патентовани апликации от трети страни. Дискът включва и преглед версия на GNOME. Първото издание ползващо Netscape браузъра и linuxconf като централизиран инструмент за настройки на системата.                                                                    |
| 5.2 (Apollo)                                                                                              | 2.0.36 – 0.7 | 2 ноември 1998    | Включва преглед версия на GNOME в отделна директрия. |
| 6.0 (Hedwig)                                                                                              | 2.2.5 – 15   | 26 април 1999     | Добавя glibc 2.4, egcs, първа версия на GNOME. |
| 6.1 (Cartman)                                                                                             | 2.2.12 – 20  | 4 октомври 1999   | Печели наградата на InfoWorld за продукт на годината, както и множество други награди. |
| 6.2 (Zoot)                                                                                                | 2.2.14 – 5.0 | 3 април 2000      | Първата версия която може да се свали като ISO файл през FTP. |
| 7.0 (Guinness)                                                                                            | 2.2.16 – 22  | 25 септември 2000 | Въвежда нова версия на gcc която Red Hat нарича 2.96 и която по-късно е прекръстена на 2.96RH, поради недоразумение между Red Hat и разработчиците на gcc относно името на ползваната версия. Също така се внедрява и пълна поддържа на Red Hat Network без да се налага добавянето на допълнителни пакети след инсталацията. |
| 7.1 (Seawolf)                                                                                             | 2.4.2 – 2    | 16 април 2001     | Първата версия която е едновременно достъпна на всички поддържани езици. Внедрява се Mozilla браузъра. |
| 7.2 (Enigma)                                                                                              | 2.4.7 – 10   | 22 октомври 2001  | Добавят се GNOME 1.4 и KDE 2.2. По-късно служи като основа за Red Hat Enterprise Linux 2.1. |
| 7.3 (Valhalla)                                                                                            | 2.4.18 – 3   | 6 май 2002        | Последната версия с Netscape браузър. |
| 8.0 (Psyche)                                                                                              | 2.4.18 – 14  | 30 септември 2002 | Множество обновления: gcc 3.2, glibc 2.3 release candidate, OpenOffice.org 1.0.1, GNOME 2, KDE 3.0.3. Внедрява се Bluecurve™ с цел предоставяне на унифициран изглед и усещане между двете десктоп среди (GNOME и KDE). |
| 9.0 (Shrike)                                                                                              | 2.4.20 – 8   | 31 март 2003      | GNOME 2.2 и KDE 3.1. Първата версия която добавя поддръжка на NPTL (Native POSIX Thread Library). Служи като основа за Red Hat Enterprise Linux 3. |
| 9.0.93 (Severn)                                                                                           | ?            | 1975 март 2025    | Окончателно издание на RHL. Ще бъде обединен с Fedora Linux, за да формира издание Fedora Core 1 тест 2, версия 0.94. |
| Легенда:Стара версияСтара версия, все още се поддържаТекуща версияПоследната преглед версияБъдещо издание |              |                   | |